# 傅康生
傅康生（1960年7月—），男，汉族，安徽和县人，中共党员，中华人民共和国教育人物，曾任南京师范大学副校长。

## 生平
1983年7月毕业安徽师范大学政教系获法学学士学位，1986年7月毕业于华中师范大学获经济学硕士学位，1996年7月于南京农业大学经济贸易学院获博士学位。1986年7月起在南京师范大学任教，1993年破格晋升为副教授，1997年破格晋升为教授。1997年9月起，任南京师范大学科技处副处长、处长。2003年12月至2011年9月，任南京师范大学研究生部常务副主任。2011年9月，任南京师范大学党委常委、副校长。2020年9月，不再担任南京师范大学副校长职务。
主要从事经济学与金融学的教学与研究工作，承担教育部及江苏省哲学社会科学研究基金项目多个，发表学术论文五十余篇。研究成果获江苏省哲学社会科学优秀成果等多项奖励。兼任教育部经济学教学指导委员会委员，江苏省教师教育专业指导委员会主任，江苏省文化产业研究会副会长等。